# Менемен
Менемен (тур. Menemen) — ильче, район Измира в Турции. Расположен на побережье Измирского залива напротив Измира у подножия горы Яманлар, к западу от горы Сипил (Манисы), в 26 километрах к северо-западу от Измира и в 40 километрах к северу от международного аэропорта имени Аднана Мендереса. Население 163 565 жителей по переписи 2016 года. Мэром с 2014 года является Тахыр Шахын (Tahir Şahin) из Республиканской народной партии.
На севере граничит с районами Алиага и Фоча, на юге — с Борнова, Каршыякой и Чигли.

## История
В 1866 году была открыта станция «Менемен» железной дороги Измир — Тургутлу.
Беженцы из Менемена после малоазийской катастрофы и греко-турецкого обмена населением основали в 1922 году город Менемени, пригород Салоник.
Во время оккупации Смирны в ходе рейда на Бергаму 16 июня 1919 года греческие солдаты убили мэра Менемен Кемаль-бея и шестерых полицейских, сопровождавших его. 17 июня греческие солдаты совершили резню в Менемене, было убито до 200 человек.
9 сентября 1922 года город был занят турецкой армией Мустафы Кемаля.
23 декабря 1930 года в ходе событий в Менемене участниками прошариатского движения, накшбандийцами был убит учитель, младший лейтенант Мустафа Фехми Кубилай и часовые Хасан и Шевкы. 31 декабря в иле Измире было объявлено военное положение, а 1 января 1931 года — в Балыкесире и Манисе, 28 преступников были казнены. В 1932 году был поставлен мемориал Кубилаю, Хасану и Шевкы.

## Транспорт
В Менёмене находится железнодорожная станция «Менемен», в махалле Хатундере — «Хатундере», в махалле 29 Эким — «Эгекент 2» и «Улукент», в Эмиралем-Меркез — «Эмиралем», в Чалты — «Айнаджик».
Через Менемен проходит автомобильный европейский маршрут E87. Государственная дорога D 250 соединяет Менемен и Тургутлу.